# Aleksandăr Hristov
Aleksandăr Ivanov Hristov (in bulgaro Александър Иванов Христов?; Plovdiv, 28 luglio 1964) è un ex pugile bulgaro.

## Palmarès

### Olimpiadi
- 1 medaglia:
  - 1 argento (Seul 1988 nei pesi gallo)

### Mondiali dilettanti
- 1 medaglia:
  - 1 oro (Tampere 1993 nei pesi gallo)

### Europei dilettanti
- 3 medaglie:
  - 1 oro (Torino 1987 nei pesi gallo)
  - 1 argento (Budapest 1985 nei pesi gallo)
  - 1 bronzo (Vejle 1996 nei pesi gallo)